# درایکیرشن
درایکیرشن (به آلمانی: Dreikirchen) یک شهر در آلمان است که در وستروالدکرایس واقع شده‌است.